# Ceratonereis kardagica
Ceratonereis kardagica är en ringmaskart som först beskrevs av Boris Stepanovich Vinogradov 1933.  Ceratonereis kardagica ingår i släktet Ceratonereis och familjen Nereididae. Inga underarter finns listade i Catalogue of Life.